# Filmhuis Mechelen
Filmhuis Mechelen is een filmtheater in de Belgische stad Mechelen dat in 1976 door een groepje Mechelse cinema-enthousiastelingen werd opgericht naar het voorbeeld van de Nederlandse filmhuizen.
Sinds de jaren tachtig heeft het Filmhuis tijdens de periode september-juni een vaste vertoningsavond op dinsdag, met een programma dat betere filmhuisfilms van over de hele wereld en uit alle genres combineert met filmklassiekers, trash- en cultfilm, korte films en speciale (openlucht)vertoningen.
Deze vaste Filmhuisdinsdagen vonden op diverse locaties in Mechelen plaats: in de beginjaren in het (nu opgeheven) Ateljee in de Sint-Katelijnestraat, later in de kleine zaal van het Mechels Miniatuur Teater (Oude Brusselsesestraat) en in kunstencentrum nOna (Begijnenstraat). Die laatste zaal is gevestigd in de voormalige gebouwen van Ciné Studio, het roemruchte Mechels "vuil cinemake" (oftewel de pornobioscoop).
Sinds 1 januari 2009 vinden de wekelijkse vertoningen van het Filmhuis plaats in het Cultuurcentrum Mechelen, aan de Minderbroedersgang.
Het Filmhuis is ook een vaste partner en vertoningsplaats van zowel het Afrika Filmfestival als het Holebifilmfestival.
Sinds 2015 reikt het Filmhuis jaarlijks een Artist Award van het Afrika Filmfestival uit, bedoeld om kunstenaars, filmmakers en artiesten met Afrikaanse roots in de verf te zetten. Op de erelijst:
2015: David Katshiunga, schilder.
2016: Aminata Demba & Aïcha Cissé, actrices en theatermaaksters.
2017: Shamisa Debroey, tekenares en illustratrice.
2018: Junior Mthombeni, theatermaker en muzikant
In de zomer van 2018 was het televisieprogramma Cinema Canvas drie avonden lang live te gast bij Filmhuis Mechelen. Gastheer Michaël Pas ontving acteur Matteo Simoni, regisseur-auteur Marc Didden, filmprogrammatrice Lisa Colpaert, filmprofessor Wouter Hessels en scenariste Malin-Sarah Gozin.
Het toeschouwersaantal liep na 2010 snel op: in 2010 trok het Filmhuis 4.600 toeschouwers, in 2014 waren dat er meer dan 7.000, in 2018 was het opgelopen tot 12.722 bezoekers, en in 2019 steeg dat door tot meer dan 16.000.
Sinds 2018 is Filmhuis Mechelen erkend door Europa Cinemas.
Filmhuis Mechelen wordt sinds de oprichting volledig door vrijwilligers draaiende gehouden.

## Filmhuis-slotavond
Aan het einde van het seizoen is er een traditionele slotavond, waarop de vaste film gecombineerd wordt met een verrassing, een optreden of een speciale gast. Een overzicht van de slotavonden:
- 1993: 'Beyond the Valley of the Dolls' van Russ Meyer.
- 1994: 'Naked' van Mike Leigh.
- 1995: 'Nanook of the North' van Robert Flaherty, met een live gespeelde en speciaal voor de gelegenheid gecomponeerde soundtrack van de jazzmusicus André Goudbeek en het Nanook Quartet. Van deze Nanook-soundtrack is een gelijknamige cd uitgebracht. Na de première in Mechelen toerden Goudbeek en het Nanook Quartet uitgebreid met deze voorstelling door België, Nederland en Frankrijk.
- 1996: 'Flit Flit', een stomme kortfilm van de Mechelse cineast en Filmhuispionier Arnold "Nolle" Chuffart, met een live geïmproviseerde soundtrack van André Goudbeek. Gevolgd door een vertoning van 'King Kong' van Merian C. Cooper en Ernest Schoedsack.
- 1997: 'Lost Highway' van David Lynch, gevolgd door de Grote Filmhuis Lynchpartij.
- 1998: 'Lagrimas Negras' van Sonia Herman Dolz, gevolgd door een Cubaans feest.
- 1999: 'Boogie Nights' van Paul Thomas Anderson, met een X-Rated Party en de Condomobiel.
- 2000: 'The Straight Story' van David Lynch, gevolgd door de Tweede Filmhuis Lynchpartij.
- 2001: 'Amores perros' van Alejandro González Iñárritu, met een optreden van standup comedian Nigel Williams.
- 2002: 'Mulholland Drive' van David Lynch, gevolgd door de Derde Filmhuis Lynchpartij.
- 2003: 'Respiro' van Emanuele Crialese, met een pizza-, vino- e tutti quanti-feest.
- 2004: 'Steve + Sky' van Felix Van Groeningen, met animeermeisjes en een Filmhuis-uitzuipfeest.
- 2005: 'The General' van Buster Keaton, met een live gespeelde soundtrack van zool., een groep rond Gerry Vergult (van Aroma di Amore, en een van de medeoprichters van het Filmhuis).
- 2006: 'Singin' in the Rain' van Stanley Donen en Gene Kelly, met een tapdansact.
- 2007: 'Transylvania' van Tony Gatlif, met een optreden van Manouche.
- 2008: 'I'm Not There' van Todd Haynes, met een Bob Dylan-inleiding + een mini-optreden van Jan De Smet (van De Nieuwe Snaar).
- 2009: 'The Band's Visit' van Eran Kolirin, met een optreden van de Taliband.
- 2010: 'Crazy Heart' van Scott Cooper, met een countryfestival en optreden van Sjarel Van den Bergh.
- 2011: 'Benda Bilili', een documentaire van Renaud Barret en Florent de la Tullaye over Staff Benda Bilili, met een optreden van de Congolese groep Bhelly.
- 2012: 'Le Havre' van Aki Kaurismäki, met een literair optreden van Elvis Peeters en een muzikaal optreden van Aroma di Amore.